# Malieveld

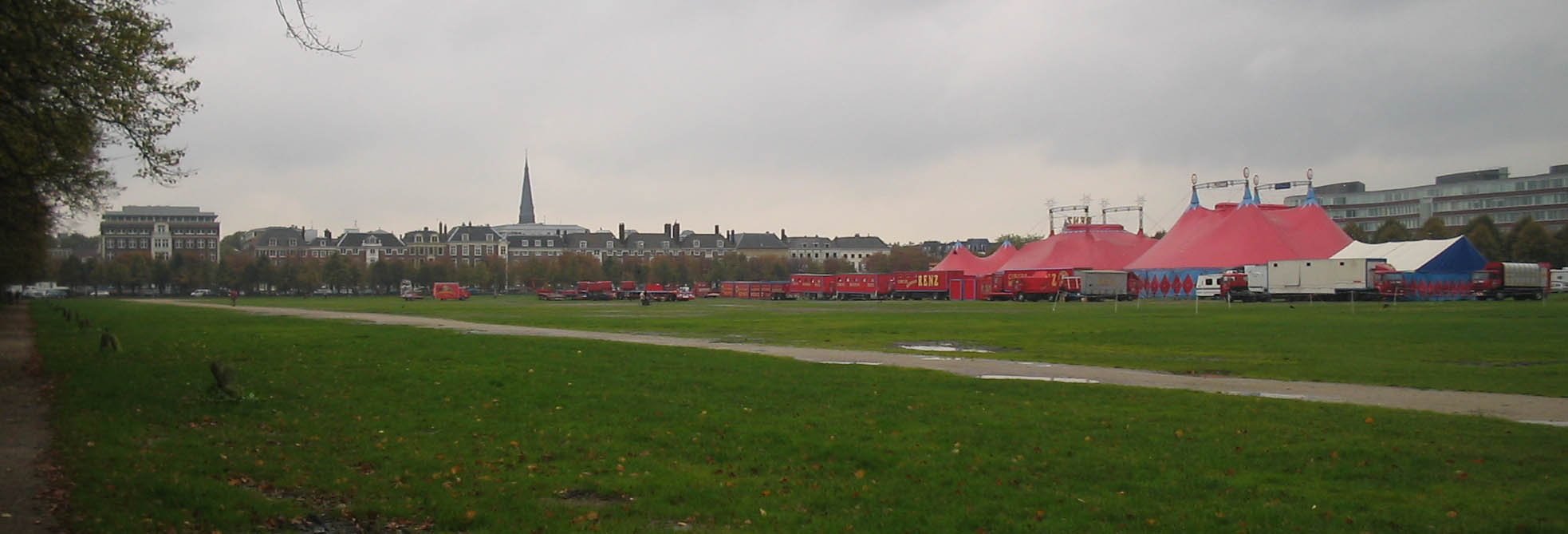
Malieveld met het Circus Herman Renz, 21 oktober 2005

Het Malieveld is een groot grasveld in Den Haag met een afmeting van ongeveer 350 bij 200 meter. Het veld wordt begrensd door de Zuid-Hollandlaan (die overgaat in de Benoordenhoutseweg), de Utrechtsebaan/A12 (voorheen Jozef Israelslaan, daarvoor Leidschestraatweg geheten), de Koekamplaan (voorheen Leidschestraatweg geheten) en de Koningskade. Door het veld loopt de Boorlaan, die thans een fietspad is. Het gebied is beschermd als stadsgezicht (Rijksbeschermd gezicht 's-Gravenhage - Malieveld). Het Malieveld wordt sinds 1899 beheerd door Staatsbosbeheer.

## Geschiedenis

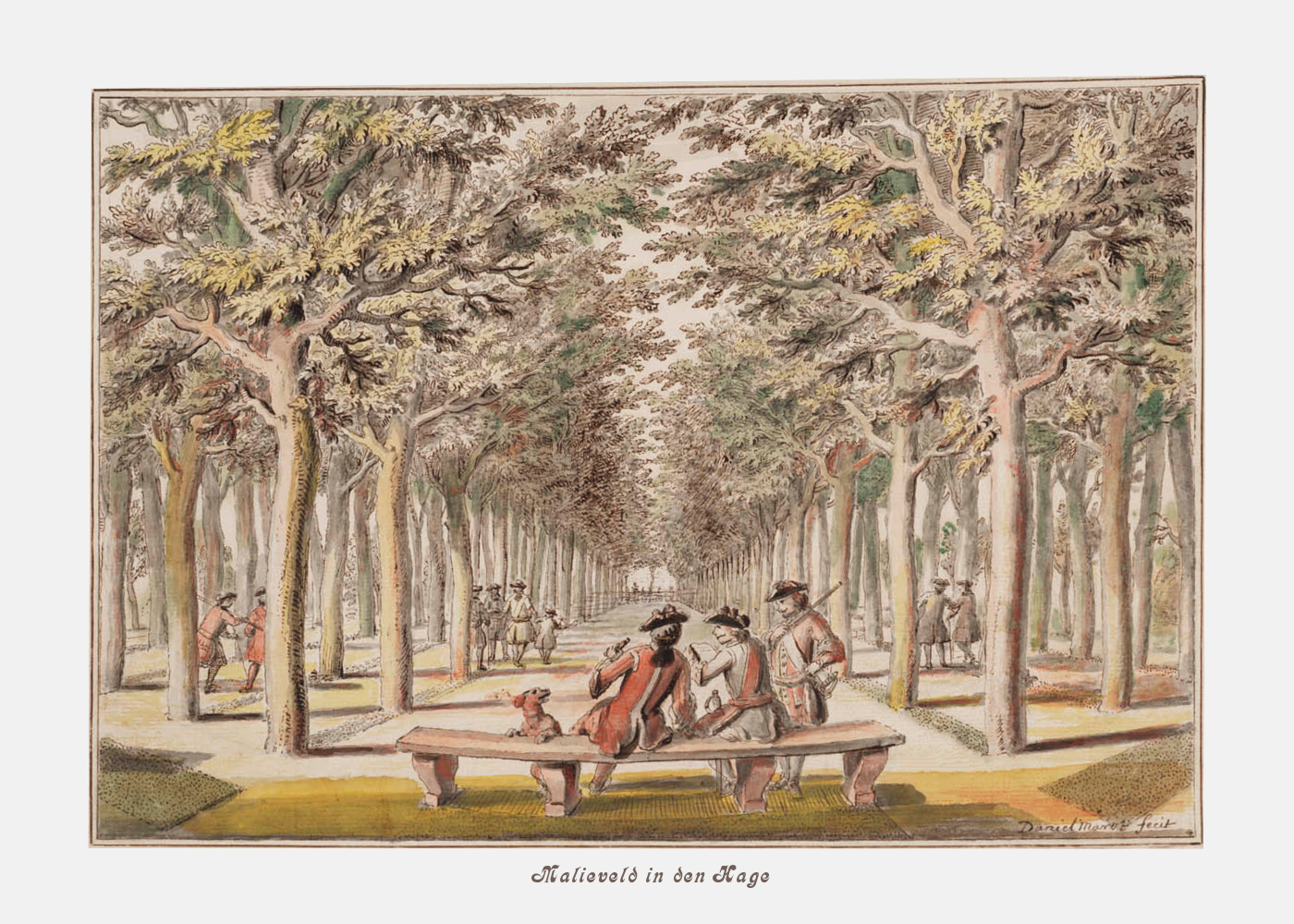
Malieveld in den Hage, kleurentekening van de tegenwoordige Koekamplaan in 1730, gemaakt door Daniël Marot

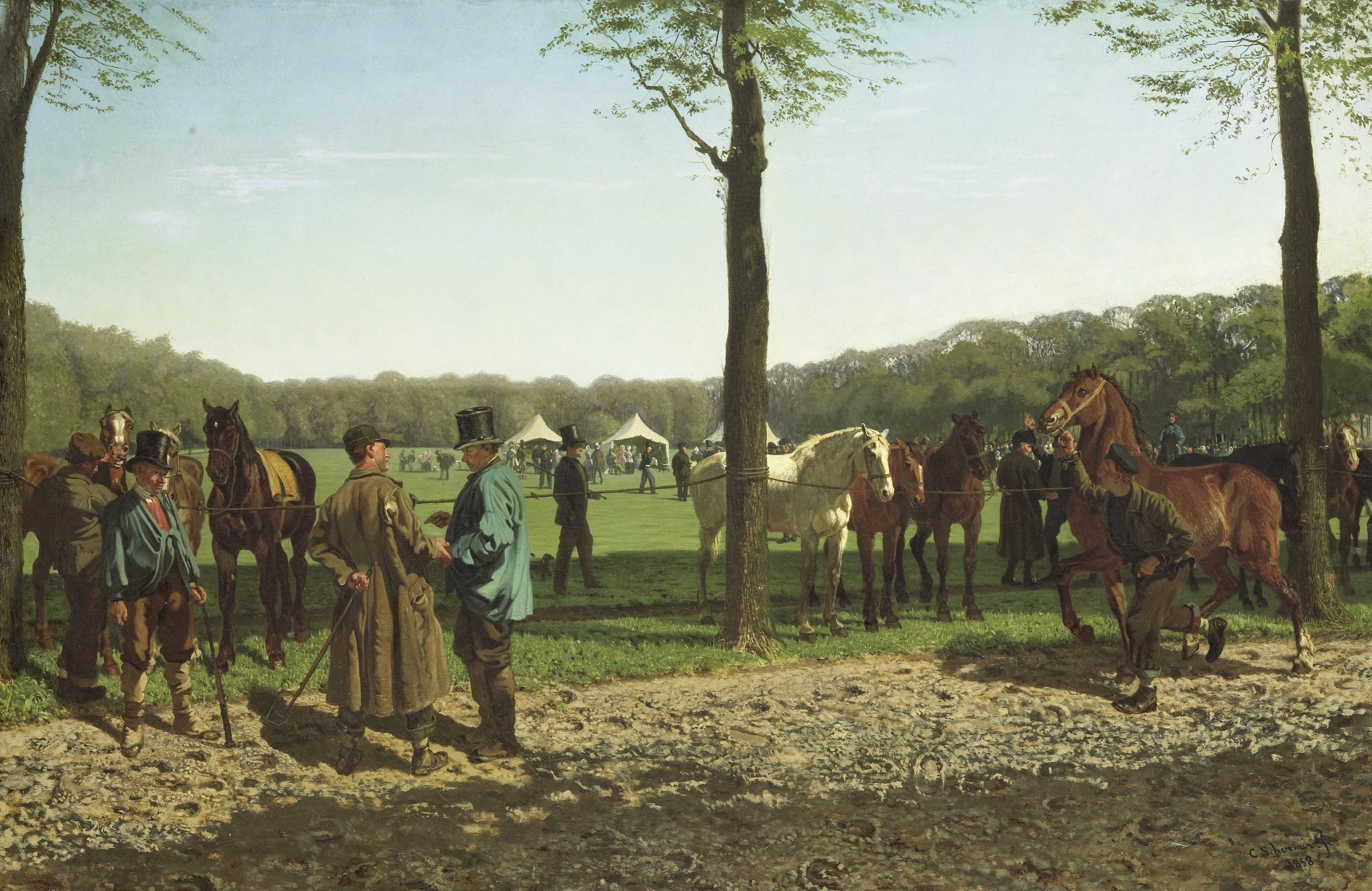
Cornelis Schermer, Paardenmarkt op de Maliebaan te Den Haag, 1858, Rijksmuseum

Oorspronkelijk was het Malieveld onderdeel van het Haagse Bos, dat op een oude strandwal ligt. Het Malieveld mag niet worden bebouwd, omdat de Akte van Redemptie dat verbiedt. Krachtens deze akte uit 1576 mag het bos niet worden verkocht met het oogmerk de bomen te kappen. De akte is door Willem van Oranje zelf getekend. Aan het begin van de Tachtigjarige Oorlog werd echter een deel van het Haagse Bos gekapt om een stadswal rond Den Haag te bouwen. Omdat de Spanjaarden Den Haag bezetten, werd het hout door de Spanjaarden gebruikt in hun verdediging tegen de opstandelingen.
Doordat het die jaren flink regende, spoelde de vruchtbare grond weg en is het bos op de plaats van het Malieveld nooit meer teruggekomen. In 1594 werd daarom besloten het Malieveld (dat nog uit duinen bestond) verder af te graven. Hierdoor ontstond de grasvlakte die tot op de dag van vandaag bestaat. Vanaf 1606 werd het grasveld gebruikt om het spel malie (of palmalie) te spelen. Dit spel, een voorloper van golf en croquet, was populair onder de Engelse en Franse adel. Het Malieveld dankt zijn naam aan dit spel.
Rond 1705 werd het Malieveld flink ingekort door de uitbreiding van Den Haag. De Prinsessegracht werd verlengd en werd de nieuwe grens van het Malieveld. In 1943 werd het Malieveld omgeploegd en door de gemeente met aardappelen beplant.

## Activiteiten
Het Malieveld doet dienst als plaats voor demonstraties, militaire parades (een traditie van ongeveer 400 jaar), kermissen, festivals en evenementen als Beatstad (de laatste in 2010) en de Tong Tong Fair. Sinds 1999 staat er in de Kerstperiode het Groot Kerstcircus Den Haag, een circus met artiesten uit binnen- en buitenland. Ook Circus Herman Renz sloeg er in oktober jaarlijks de tenten op.
De jaarlijkse City-Pier-City Loop, die meestal in maart wordt gehouden, start en finisht op het Malieveld. Soms treden er grotere pop- en rockbands op, zoals The Rolling Stones (5 september 1998, 86.000 bezoekers), Coldplay (6 september 2012, 69.000 bezoekers), Bruce Springsteen (14 juni 2016, 67.500 bezoekers) en P!nk (11 augustus 2019, 50.000 bezoekers). Tijdens de Antikernwapendemonstratie van 29 oktober 1983 verzamelden de 550.000 betogers zich zowel op het Malieveld als in het Zuiderpark.
Tussen 2016 en 2018 organiseerde Shell in oktober jaarlijks Generation Discover op het Malieveld. Dit festival vindt vanaf 2019 telkens in een andere stad plaats. In 2022 werd het popfestival Parkpop voor het eerst op het Malieveld gehouden. Tot die tijd, van 1981 tot en met 2019, vond Parkpop ieder jaar plaats in het Zuiderpark.Dit was tevens de laatste editie van Parkpop. Het was daarna financieel niet meer haalbaar om dit festival nog te organiseren.
In 2020 en 2021 waren er geen evenementen op het Malieveld vanwege de coronapandemie die in 2020 uitbrak.

## Onderdelen

### Paviljoen
Sinds 1941 staat aan de centrumkant van het Malieveld een paviljoen. Het werd van het Seinpostduin in Scheveningen naar het Malieveld verplaatst toen het strand Sperrgebiet werd wegens de aanleg van de Atlantikwall. Na de oorlog bepaalde koningin Wilhelmina dat het paviljoen op het Malieveld mocht blijven. Veel Hagenaars noemen het de poffertjestent. De huidige eigenaar heeft het paviljoen in 1952 overgenomen. Achter het paviljoen is in 2005 een betonnen skatebaan aangelegd. Links van het paviljoen was tot 1961 de baan van de Blauwe Tram naar Leiden , die de Gele Tram naar Leiden hier kruiste. Daar weer naast stond tot 1947 Het Wachtje.

### Hertenkamp
Tussen het Malieveld en de Bezuidenhoutseweg is de Koekamp, waar zich een hertenkamp bevindt. Deze werd ooit door Philips de Schone gesticht. De gemeente heeft in 2001 de Koekamp heringericht. Er kwam onder andere een wandelpad met grind, dat op verzoek van wandelaars in 2010 gedeeltelijk is verhard. In 2022 is de Koekamp heropend na opnieuw heringericht te zijn. 

## Openbaar vervoer
De eerste rail-lijn was de NRS-stoomtram die vanaf 1879 aan de kant van de Koningskade ging rijden. Dit was de eerste stoomtramlijn in de Benelux. Hij reed van Station Den Haag Rhijnspoor naar Scheveningen. In 1924 vervangen door de Blauwe Tram van Scheveningen via Voorschoten naar Leiden. In 1928 ging de Gele Tram (HTM-lijn I - 2) naar Wassenaar en Leiden over wat nu de  Koekamplaan heet rijden, aan de zuidelijke kant van het Malieveld. Plannen voor een keerlus en een (tussen)eindpunt voor de blauwe en de gele tram naast elkaar ter hoogte van de Boorlaan gingen niet door. Beide zijn in 1961 opgeheven. De gele tram had van 1923 tot 1928 een tijdelijk eindpunt op de Benoordenhoutse weg, ten noorden van het Malieveld. Tussen 1907 en 1966 reed tramlijn 7 deels ten noorden en vervolgens rechts naast het Malieveld, over de Benoordenhoutseweg (nu Zuid-Holland laan) en de Boslaan.

### Parkeergarage
Onder het Malieveld bevindt zich een parkeergarage met 600 plaatsen.

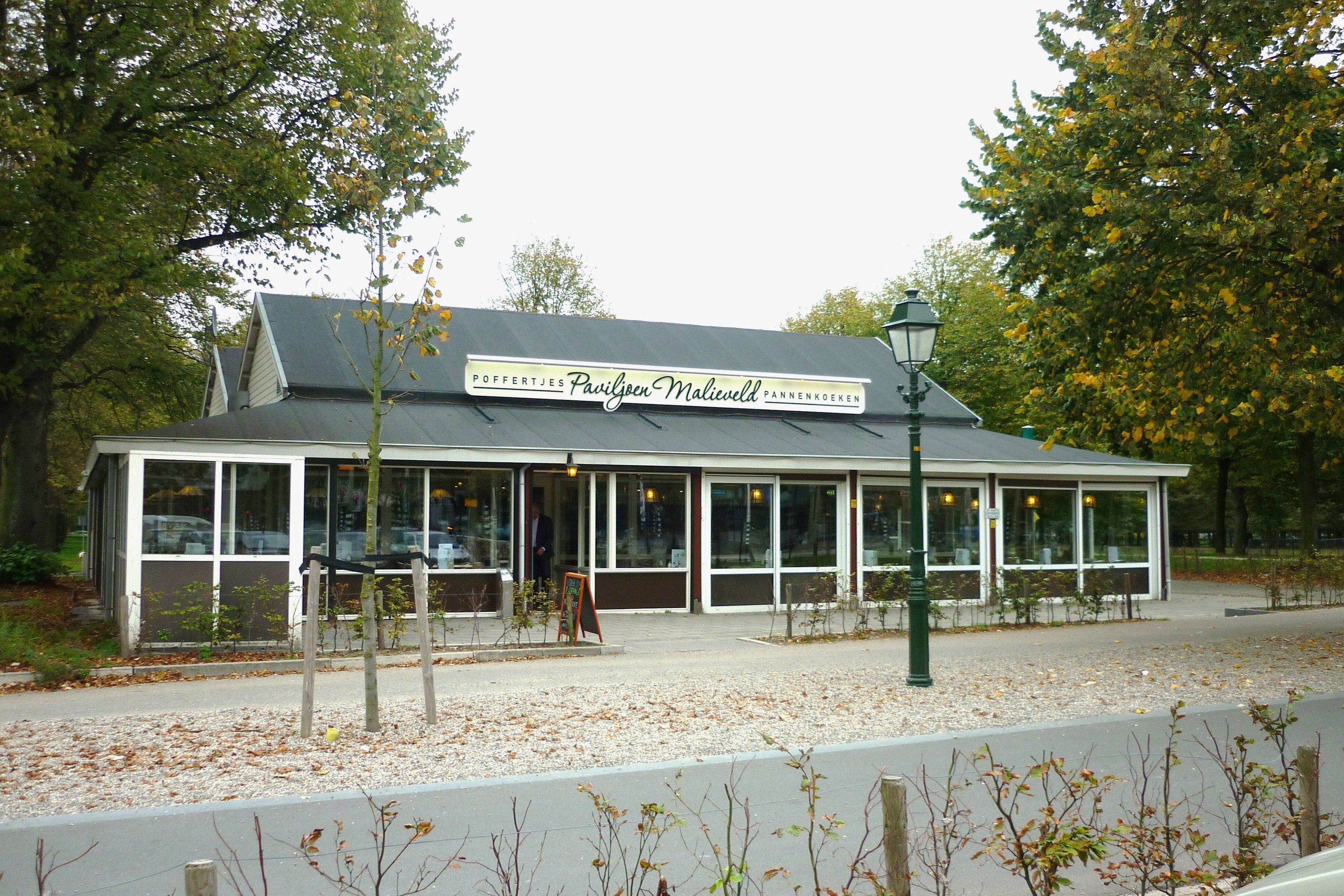
Paviljoen
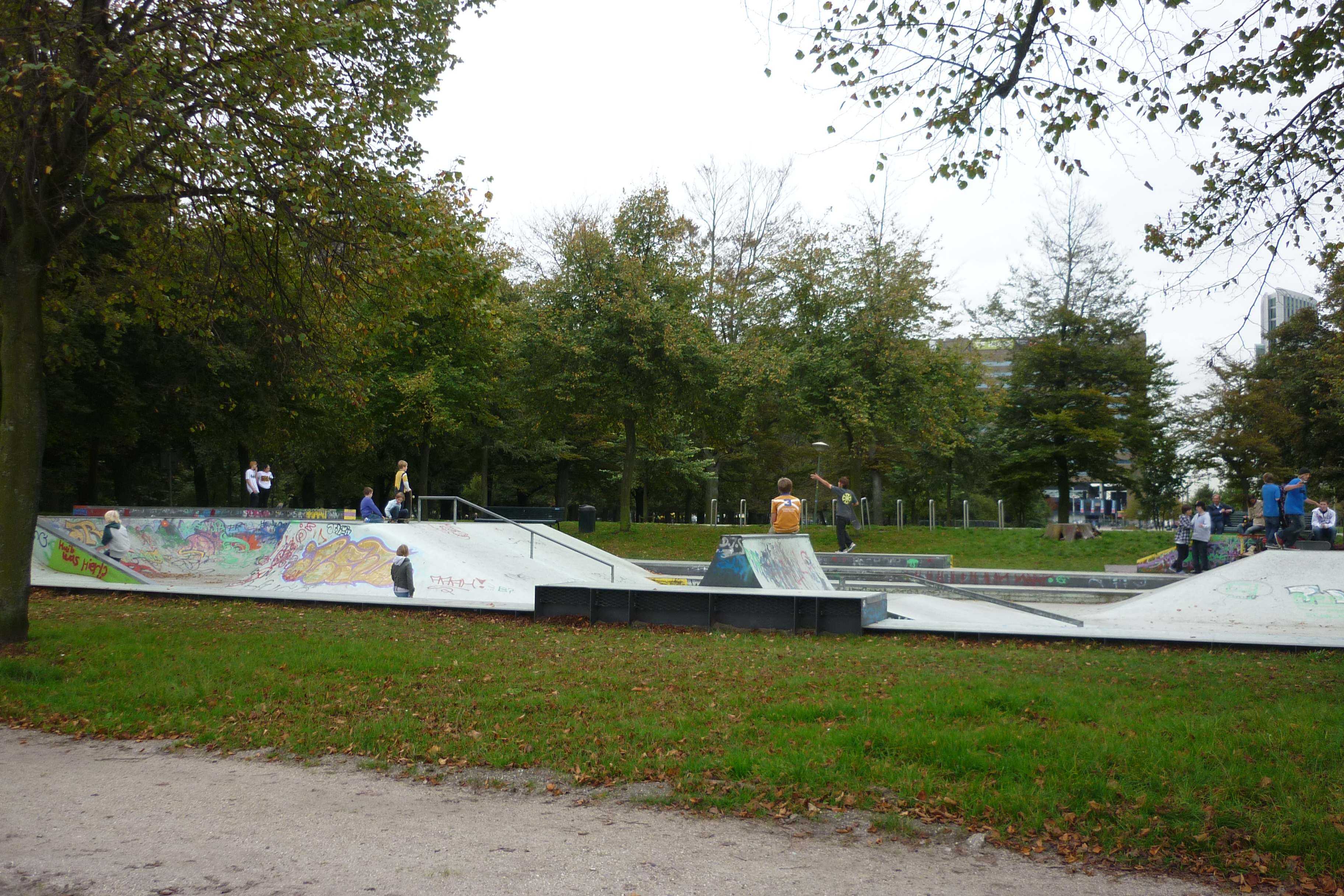
Skatebaan
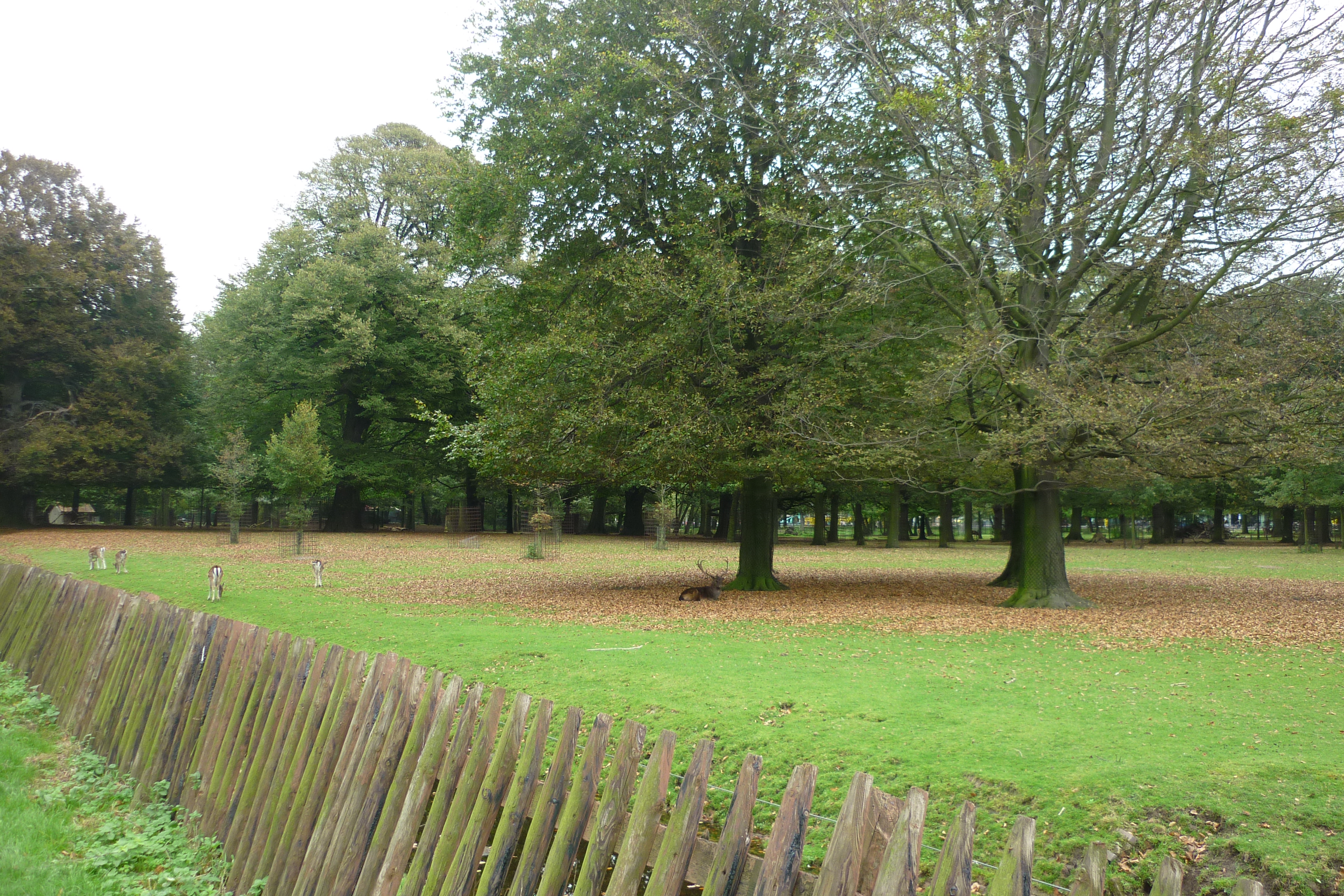
Hertenkamp